# Yukon de Leeuw
Yukon de Leeuw (eigentlich Conner de Leeuw, * 21. April 1993 in Calgary) ist ein ehemaliger kanadischer Skispringer, Nordischer Kombinierer und Freestyle-Skier, der heute als Musiker aktiv ist.

## Werdegang
De Leeuw, der die National Sport School in Calgary besuchte, begann im Alter von 9 Jahren mit dem Skispringen. Er debütierte Ende Februar 2008 in Vancouver im FIS Cup und konnte an beiden Wettkampftagen punkten. Im Dezember 2008 nahm der damals 15-Jährige ebenfalls in Vancouver an zwei Wettbewerben des Continental Cups der Nordischen Kombination teil. In derselben Disziplin startete de Leeuw auch bei der Junioren-WM 2009 in Štrbské Pleso. Er konzentrierte sich danach wieder auf das Spezialspringen und nahm im Januar 2010 in Sapporo erstmals am Continental-Cup teil. Am 8. Januar 2011 erreichte der Kanadier an selbiger Stelle mit einem 6. Rang seine beste Platzierung. Eine Woche später sprang er, ebenfalls in Sapporo, zum einzigen Mal bei einem Weltcup-Wochenende.
De Leeuw kam bei den Olympischen Spielen 2010 als Vorspringer bei den Wettbewerben der Skispringer und Nordischen Kombinierer zum Einsatz. Im Dezember desselben Jahres gewann er Bronze bei den Kanadischen Landesmeisterschaften.
De Leeuw war über Jahre hinweg auch ein begeisterter Freestyle-Skier und wurde von 2011 bis 2014 in der Punkteliste der FIS geführt. Am 4. März 2012 nahm er am Mammoth Mountain einmalig an einem Weltcup-Wettbewerb teil und belegte Platz 59. 
De Leeuw ist heute Musiker und vertreibt seine Werke über das Label Big River Publishing.
Seine ältere Schwester ist Nata De Leeuw.

## Statistik

### Skispringen

#### Continental-Cup-Platzierungen
| Saison  | Platz | Punkte |
| ------- | ----- | ------ |
| 2010/11 | 068.  | 072    |

#### FIS-Cup-Platzierungen
| Saison  | Platz | Punkte |
| ------- | ----- | ------ |
| 2007/08 | 272.  | 004    |
| 2009/10 | 183.  | 015    |
| 2010/11 | 155.  | 029    |